# Proclinopyga seticosta
Proclinopyga seticosta är en tvåvingeart som beskrevs av Saigusa 1963. Proclinopyga seticosta ingår i släktet Proclinopyga och familjen dansflugor. Inga underarter finns listade i Catalogue of Life.